# Elies Rogent i Massó
Elies Rogent i Massó (Barcelona, 1893 — Collbató (Baix Llobregat), 1924) fou un advocat, traductor i bibliògraf català.

## Biografia
Vinculat estretament al nacionalisme conservador català, el 1912 es va afiliar a la Joventut Nacionalista, on va coincidir amb Jaume Bofill i Mates (Guerau de Liost) i Josep Carner. Més tard va contactar amb nacionalistes mallorquins i valencians, com Eduard Martínez Ferrando. A la seva mort va deixar inacabat el projecte de creació d'una revista catalanista amb companys seus d'universitat: Josep M. de Sagarra, Carles Riba, els germans Duran i Reynals, Ferran Soldevila i d'altres. El 1923 va proposar la construcció a Barcelona del funicular de Montjuïc, del Paral·lel a Miramar, i va gestionar-ne els permisos com a secretari del consell d'administració de la societat Funicular de Montjuïc SA, promoguda pel seu pare Josep Rogent i Pedrosa. La concessió va ser atorgada a la societat, i el funicular va entrar en funcionament el 1928. És autor de diverses traduccions de clàssics al català, com La divina comèdia, de Dante Alighieri (1905), o Hamlet, de William Shakespeare (1910).
Es va casar amb Dominga Perés Paque, natural de Barcelona i d'ascendència anglesa, i va ser pare del pintor Ramon Rogent i Perés, nascut el 1920. Va morir el 4 de maig de 1924 al casal familiar de Collbató, al carrer d'Amadeu Vives.